# Langenstraße 71 (Stralsund)
Das Haus Langenstraße 71 in Stralsund ist ein teilweise denkmalgeschütztes Bauwerk in der Langenstraße. 

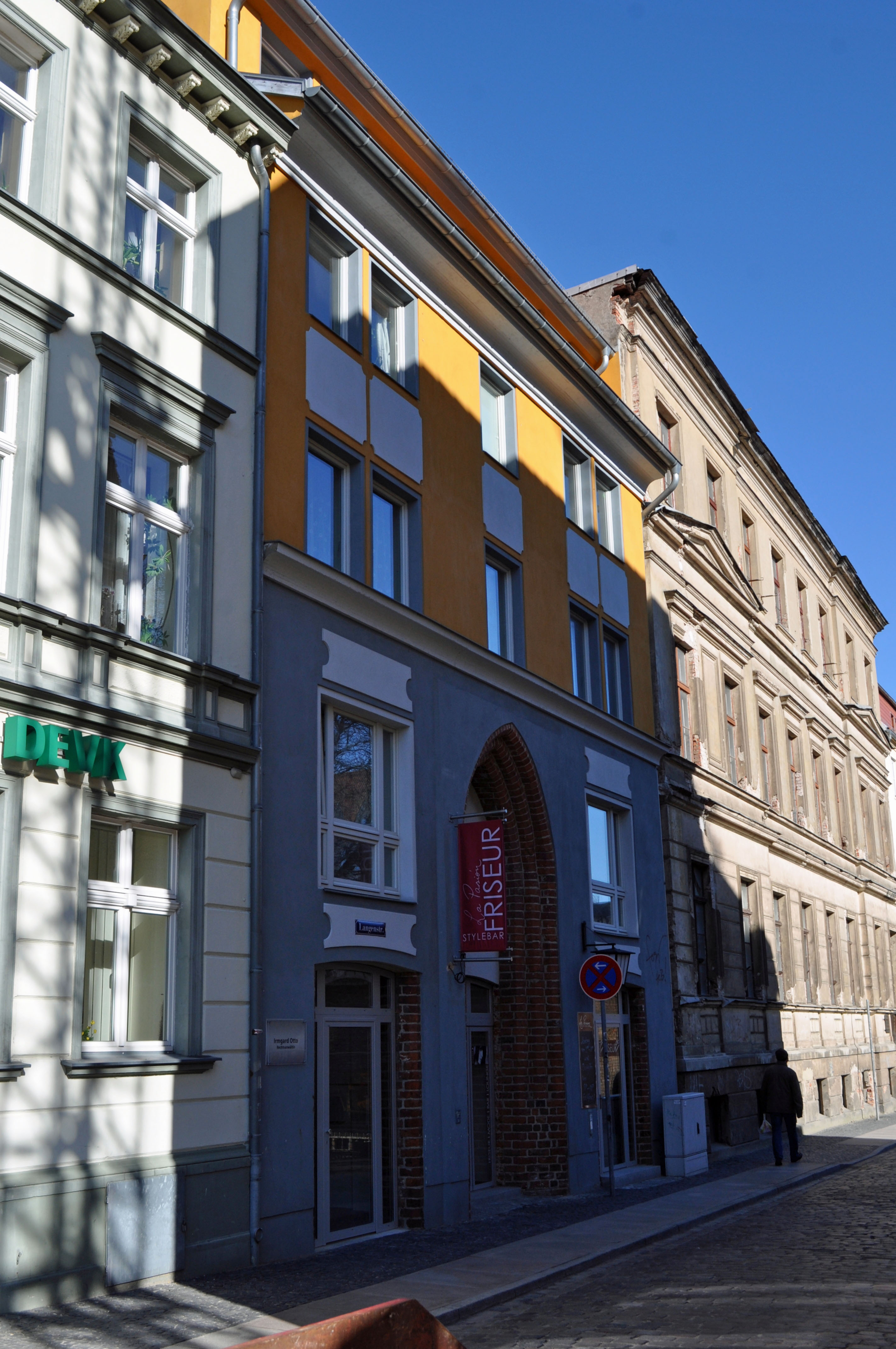
Haus Langenstraße 71 (2012)

Das viergeschossige Gebäude wurde in den Jahren 1972/1973 errichtet. Dabei wurde das aus dem 14. Jahrhundert von einem Vorgängerbau stammende Portal integriert.
Das Portal des Hauses im Kerngebiet des von der UNESCO als Weltkulturerbe anerkannten Stadtgebietes des Kulturgutes „Historische Altstädte Stralsund und Wismar“ ist in die Liste der Baudenkmale in Stralsund eingetragen.